# Huong Giang
Nguyễn Hương Giang (Hanói, 29 de diciembre de 1991) es una modelo y cantante vietnamita. En marzo de 2018 ganó el concurso de belleza de mujeres trans Miss International Queen celebrado en Pattaya (Tailandia).

## Biografía
Huong Giang nació en Hanói el 29 de diciembre de 1992. Fue la primera cantante trans en participar en la cuarta temporada del concurso musical televisivo Vietnam Idol, lo que contribuyó a que ganase fama. En el 2014, participó en The Amazing Race Vietnam con su novio Criss Lai.
En 2018 representó a Vietnam en el concurso de belleza Miss International Queen. Obtuvo la victoria frente a otras 26 concursantes.